# Hohenberger Forst

Das gemeindefreie Gebiet (rot) zum Zeitpunkt seiner Auflösung

Der Hohenberger Forst, im Naturraum Selber Forst gelegen, besteht aus zwei dicht bewaldeten Bergrücken nordwestlich und westlich der Stadt Hohenberg an der Eger im Landkreis Wunsiedel im Fichtelgebirge.

Der nördliche Teil mit den Anhöhen Großer Hengstberg (651 m) und Kleiner Hengstberg (623 m) ist getrennt durch die Staatsstraße 2178 von Hohenberg an der Eger nach Selb und dem Egertal vom südlichen Teil mit dem erloschenen Vulkan Steinberg (653 m) und seinen Nebengipfeln Basalthügel (652 m) und Heiligenberg (651 m). Das gemeindefreie Gebiet Hohenberger Forst mit der Schlüsselnummer 09479452 wurde zum 1. April 2013 aufgelöst. Gebietsteile kamen zu den Städten Hohenberg an der Eger und Selb und zum Markt Thiersheim.

## Naturschutz
Der Große Hengstberg ist Naturschutzgebiet und wurde von der Regierung von Oberfranken zum Naturwaldreservat Hengstberg erklärt. Außerdem wurde es zum Natura 2000-Gebiet (FFH 5839-302) bestimmt. Der Kleine Hengstberg ist ein geschütztes Naturdenkmal.
Der Teilbereich Heiligenberg ist ein geschütztes Geotop. Sein geowissenschaftlicher Wert wurde vom Bayerischen Landesamt für Umwelt als „wertvoll“ eingestuft. Der Basalthügel ist Landschaftsschutzgebiet.

## Touristische Erschließung
Von Hohenberg aus führt über das Steinberggebiet der Hauptwanderweg Mittelweg des Fichtelgebirgsvereins, den Westfuß des Berges berührt der Fränkische Gebirgsweg von Neuhaus an der Eger nach Kothigenbibersbach.

## Karten
- BayernAtlas